# Баллистическая ракета
Баллисти́ческая раке́та — изделие, разновидность ракетного оружия.
Ракета совершает полёт по баллистической траектории, то есть находится в неуправляемом движении. Нужная скорость и направление полёта сообщаются баллистической ракете на активном участке полёта системой управления полётом ракеты. Остаток пути после отключения двигателя боевая часть, представляющая собой полезную нагрузку ракеты, движется по баллистической траектории. Боевая часть отделяется от последней ступени ракеты, хотя у таких ракет, как Фау-2 и её советского модифицированного аналога Р-1, головная часть была неотделяемой. Баллистические ракеты могут быть многоступенчатыми, в этом случае после достижения заданной скорости отработавшие ступени отбрасываются. Такая схема позволяет уменьшить текущую массу ракеты, тем самым повышая её скорость.
Баллистические ракеты могут запускаться с разнообразных пусковых установок: стационарных — шахтных или открытых, мобильных — на базе колёсного или гусеничного шасси, самолётов, кораблей и подводных лодок.
По области применения баллистические ракеты делятся на межконтинентальные, стратегические и тактические. Часто можно встретить разделение ракет по дальности полёта, хотя никакой общепринятой стандартной классификации ракет по дальности нет. Различные государства и неправительственные эксперты применяют разные классификации дальностей полёта ракет. Здесь приводится классификация, принятая в договоре о ликвидации ракет средней и малой дальности:
- Баллистические ракеты малой дальности (от 500 до 1000 километров).
- Баллистические ракеты средней дальности (от 1000 до 5500 километров).
- Межконтинентальные баллистические ракеты (свыше 5500 километров).

Межконтинентальные ракеты и ракеты средней дальности часто используют в качестве стратегических, их оснащают ядерными боеголовками. Их преимуществом перед самолётами является малое время подлёта (менее получаса при межконтинентальной дальности) и бо́льшая скорость головной части, что сильно затрудняет их перехват даже современной системой противоракетной обороны (ПРО).

## Историческая справка
Первые теоретические работы, связанные с описываемым классом ракет, относятся к исследованиям К. Э. Циолковского, с 1896 года систематически занимавшегося теорией движения реактивных аппаратов. 10 мая 1897 года в рукописи «Ракета» К. Э. Циолковский вывел формулу (получившую название «формула Циолковского»), которая установила зависимость между:
- скоростью ракеты в любой момент, развиваемой под воздействием тяги ракетного двигателя,
- удельным импульсом ракетного двигателя,
- массой ракеты в начальный и конечный момент времени.

Формула Циолковского и сегодня составляет важную часть математического аппарата, используемого при проектировании ракет. В 1903 году учёный, в статье «Исследование мировых пространств реактивными приборами» и последовавших её продолжениях (1911 год и 1914 год), разработал некоторые положения теории полёта ракет (как тела переменной массы) и использования жидкостного ракетного двигателя.
В 1917 году Роберт Годдард из Смитсоновского института в США запатентовал изобретение, значительно повышавшее эффективность работы силовой установки за счёт применения на жидкостном ракетном двигателе сопла Лаваля. Это решение вдвое повышало эффективность ракетного двигателя и имело огромное влияние на последующие работы Германа Оберта и команды Вернера фон Брауна.
К 1929 году К. Э. Циолковский разработал теорию движения многоступенчатых ракет в условиях действия земной гравитации, выдвинул ряд идей, нашедших применение в ракетостроении: графитовых газовых рулей для управления полётом ракеты; использования компонентов топлива для охлаждения стенок камеры сгорания и сопла; насосной системы подачи компонентов топлива; использование в системах стабилизации гироскопа, применение многокомпонентных ракетных топлив (в том числе рекомендовал топливные пары: жидкий кислород с водородом, кислород с углеводородами) и другие.
В 1920-х годах научные исследования и экспериментальные работы по разработке ракетных технологий вели несколько государств. Однако, благодаря экспериментам в области жидкостных ракетных двигателей и систем управления, в лидеры по разработке технологий баллистических ракет вышла Германия.
Работа команды Вернера фон Брауна позволила немцам разработать и освоить полный цикл технологий, необходимых для производства баллистической ракеты Фау-2 (V2), ставшей не только первой в мире серийно изготавливаемой боевой баллистической ракетой (БР), но и первой получившей боевое применение (8 сентября 1944 года). В дальнейшем Фау-2 (V2) стала отправной точкой и основой для развития технологий ракет-носителей народнохозяйственного назначения и боевых баллистических ракет как в СССР, так и в США, которые вскоре стали лидерами в этой области.
Создание советских баллистических ракет также базировалось изначально на копировании германской техники. Вторым этапом была модернизация немецких ракет (требовалось обеспечить вдвое бо́льшую полётную дальность), а третий этап — их дальнейшее совершенствование. Уже в первых усовершенствованных советских ракетах Р-2 и Р-5 использовавшийся немцами водный этанол был заменён более энергоёмкой смесью изопропанола и метанола. С созданием первой советской стратегической ракеты Р-5М ресурсы совершенствования трофейного немецкого двигателя были полностью исчерпаны, межконтинентальная Р-7 была уже принципиально новым изделием.

## Индексы и наименования межконтинентальных баллистических ракет, ракет средней и малой дальности

### СССР(Россия)
| Отечественное наименование | Отечественное наименование | Отечественное наименование  | Кодовое наименование | Кодовое наименование |
| Оперативно-боевой индекс   | Индекс ГРАУ                | По Договорам ОСВ, СНВ, РСМД | США                  | НАТО                 |
| -------------------------- | -------------------------- | --------------------------- | -------------------- | -------------------- |
| Р-1                        | 8А11                       | —                           | SS-1A                | Scunner              |
| Р-2                        | 8Ж38                       | —                           | SS-2                 | Sibling              |
| Р-5М                       | 8К51                       | —                           | SS-3                 | Shyster              |
| Р-11М                      | 8К11                       | —                           | SS-1B                | Scud A               |
| Р-7                        | 8К71                       | —                           | SS-6                 | Sapwood              |
| Р-7А                       | 8К74                       | —                           | SS-6                 | Sapwood              |
| Р-12                       | 8К63                       | Р-12                        | SS-4                 | Sandal               |
| Р-12У                      | 8К63У                      | Р-12                        | SS-4                 | Sandal               |
| Р-14                       | 8К65                       | Р-14                        | SS-5                 | Skean                |
| Р-14У                      | 8К65У                      | Р-14                        | SS-5                 | Skean                |
| Р-16                       | 8К64                       | —                           | SS-7                 | Saddler              |
| Р-16У                      | 8К64У                      | —                           | SS-7                 | Saddler              |
| Р-9                        | 8К75                       | —                           | SS-8                 | Sasin                |
| Р-9А                       | 8К75                       | —                           | SS-8                 | Sasin                |
| Р-26                       | 8К66                       | —                           | —                    | —                    |
| УР-200                     | 8К81                       | —                           | SS-X-10              | Scrag                |
| РТ-1                       | 8К95                       | —                           | —                    | —                    |
| УР-100                     | 8К84                       | —                           | SS-11 mod.1          | Sego                 |
| УР-100М (УР-100 УТТХ)      | 8К84М                      | —                           | SS-11                | Sego                 |
| УР-100К                    | 15А20                      | РС-10                       | SS-11 mod.2          | Sego                 |
| УР-100У                    | 15А20У                     | РС-10                       | SS-11                | Sego                 |
| Р-36                       | 8К67                       | —                           | SS-9 mod.1           | Scarp                |
| Р-36орб.                   | 8К69                       | —                           | SS-9 mod.3           | Scarp                |
| РТ-2                       | 8К98                       | РС-12                       | SS-13 mod.1          | Savage               |
| РТ-2П                      | 8К98П                      | РС-12                       | SS-13 mod.2          | Savage               |
| РТ-15                      | 8К96                       | —                           | SS-14                | Scamp/Scapegoat      |
| РТ-20                      | 8К99                       | —                           | SS-15                | Scrooge              |
| Темп-2С                    | 15Ж42                      | РС-14                       | SS-16                | Sinner               |
| РСД-10 «Пионер»            | 15Ж45                      | РСД-10                      | SS-20                | Saber                |
| УР-100Н                    | 15А30                      | РС-18А                      | SS-19 mod.1          | Stiletto             |
| УР-100НУ                   | 15А35                      | РС-18Б                      | SS-19 mod.2          | Stiletto             |
| МР УР-100                  | 15А15                      | РС-16А                      | SS-17 mod.1          | Spanker              |
| МР УР-100У                 | 15А16                      | РС-16Б                      | SS-17 mod.2          | Spanker              |
| Р-36М                      | 15А14                      | РС-20А                      | SS-18 mod.1          | Satan                |
| Р-36МУ                     | 15А18                      | РС-20Б                      | SS-18 mod.2          | Satan                |
| Р-36М2 «Воевода»           | 15А18М                     | РС-20В                      | SS-18 mod.3          | Satan                |
| РТ-2ПМ «Тополь»            | 15Ж58                      | РС-12М                      | SS-25                | Sickle               |
| «Курьер»                   | 15Ж59                      | —                           | SS-X-26              | —                    |
| РТ-23У                     | 15Ж60                      | РС-22А                      | SS-24 mod.1          | Scalpel              |
| РТ-23                      | 15Ж52                      | РС-22Б                      | SS-24 mod.2          | Scalpel              |
| РТ-23У «Молодец»           | 15Ж61                      | РС-22В                      | SS-24 mod.3          | Scalpel              |
| РТ-2ПМ2 «Тополь-М»         | 15Ж65                      | РС-12М2                     | SS-27                | Sickle B             |
| РТ-2ПМ1 «Тополь-М»         | 15Ж55                      | РС-12М1                     | SS-27                | Sickle B             |
| РС-24 «Ярс»                | —                          | —                           | SS-X-29              | —                    |

### США
| Наименование ракеты | Тип и серия ракеты (способ базирования) | Система вооружения (ракетный комплекс) |
| ------------------- | --------------------------------------- | -------------------------------------- |
| «Редстоун»          | PGM-11A                                 | —                                      |
| «Юпитер»            | PGM-19A                                 | —                                      |
| «Тор»               | PGM-17A                                 | WS-315A                                |
| «Атлас-D»           | CGM-16D                                 | WS-107A                                |
| «Атлас-E»           | CGM-16E                                 | WS-107A-1                              |
| «Атлас-F»           | HGM-16F                                 | —                                      |
| «Титан-1»           | HGM-25A                                 | WS-107A-2                              |
| «Титан-2»           | LGM-25C                                 | WS-107A-2                              |
| «Минитмен-1A»       | LGM-30A                                 | WS-130                                 |
| «Минитмен-1B»       | LGM-30B                                 | —                                      |
| «Минитмен-2»        | LGM-30F                                 | WS-133B                                |
| «Минитмен-3»        | LGM-30G                                 | —                                      |
| «Минитмен-3A»       | LGM-30G                                 | —                                      |
| «Пискипер» (MX)     | LGM-118A                                | —                                      |
| «Першинг-1А»        | MGM-31                                  | —                                      |
| «Першинг-2»         | MGM-31B                                 | —                                      |
| «Миджитмен»         | MGM-134A                                | —                                      |

## Интересные факты
15 сентября 2021 года Южная Корея успешно провела испытание баллистических ракет для подводных лодок (БРПЛ).
Буквенные индексы имеют следующие значения:
- …GM — управляемая ракета для поражения наземных целей;
- С… — пуск ракеты осуществляется с незащищённой наземной пусковой установки;
- H… — при пуске ракета поднимается на поверхность из подземного укрытия;
- L… — пуск ракеты осуществляется из ШПУ;
- M… — пуск ракеты осуществляется с подвижной пусковой установки;
- P… — пуск ракеты осуществляется с обвалованной наземной пусковой установки;
- WS — WeaponSystem — система вооружения, ракетный комплекс.